# 동광동
동광동(東光洞)은 중구의 행정동이다. 혼마치, 동관 등으로도 불렸다. 법정동은 동광동1가·동광동2가·동광동3가·동광동4가·동광동5가이다.